# Thozetella havanensis
Thozetella havanensis är en svampart som beskrevs av R.F. Castañeda 1984. Thozetella havanensis ingår i släktet Thozetella och familjen Chaetosphaeriaceae.   Inga underarter finns listade i Catalogue of Life.